# Pomarède (Lot)
Pomarède – miejscowość i gmina we Francji, w regionie Oksytania, w departamencie Lot.
Według danych na rok 1990 gminę zamieszkiwało 112 osób, a gęstość zaludnienia wynosiła 16 osób/km² (wśród 3020 gmin regionu Midi-Pyrénées Pomarède plasuje się na 951. miejscu pod względem liczby ludności, natomiast pod względem powierzchni na miejscu 1326.).